# أوك غروف هايتس (ميزوري)
أوك غروف هايتس (بالإنجليزية: Oak Grove Heights)‏ هي إحدى المجتمعات الفردية (غير مصنفة) في ولاية ميزوري في الولايات المتحدة الأمريكية.